# YouTube Rewind
YouTube Rewind fue una recopilación anual de los videos o tendencias más marcadas de YouTube durante el año. Su publicación forma parte del canal oficial de YouTube en formato de video desde su creación el 13 de diciembre del 2010.
La edición del video prevista para 2020 fue cancelada debido a la pandemia de COVID-19.
El 7 de octubre de 2021, YouTube confirmó su cancelación definitiva.

## Historia

### 2010
El primer video fue YouTube Rewind 2010: Year in Review (en español, Año en recopilación) fue subido en el canal YouTube Trends el 12 de diciembre de 2010. El canal YouTube Spotlight subió el mismo video al día siguiente, supuestamente para ganar más visitas. El video de Bed Intruder Song, por Antoine Dodson y The Gregory Brothers fue relevado  el video número #1 de 2010.

### 2011
En 2011, Rebecca Black fue el centro del video, presentando el video, y también su video musical «Friday que fue revelado como el video número #1 en 2011.

### 2012
En 2012, «Gangnam Style» de PSY y Carly Rae Jepsen con «Call Me Maybe», fue lo básico en el año. En comparación con el año anterior, reconocidos youtubers aparecieron actuando en el video, incluyendo la actuación del propio PSY. Este video, denominado Rewind YouTube Style 2012, hizo referencias a las elecciones al presidente de Estados Unidos, Felix Baumgartner, y la NASA, también se hizo referencia a videojuegos populares del año, desde Halo, Angry Birds Space y Minecraft, los cuales aparecieron en el video.

### 2013
El 11 de diciembre de 2013, el canal de YouTube Spotlight  subió YouTube Rewind: What Does 2013 say?. La canción principal usada fue la de Ylvis The Fox (What Does the Fox Say?). También agregando otros temas del 2013 como el tema de Robin Thicke llamado Blurred Lines, los temas de Miley Cyrus We Can't Stop y Wrecking Ball, Gentleman de PSY (eliminada del video en enero del 2015 por una razón desconocida.), Macklemore y Ryan Lewis con su álbum The Heist, Lady Gaga con Applause, Katy Perry con Roar , David Guetta con Play Hard, y el meme de Harlem Shake, referencias a la famosa serie que llegó a su final Breaking Bad. El video fue producido por Portal A. El video fue dedicado en memoria de Talia Joy, una joven de 13 años que perdió la batalla contra el cáncer en julio de 2013.

### 2014
El 9 de diciembre de 2014, YouTube Spotlight subió YouTube Rewind: Turn down for 2014, incluyendo canciones de fondo como Turn Down for What, Bang Bang, Happy, #SELFIE, Anaconda, Dark Horse, Fancy, All About That Bass, Get Low,Let It Go y Shake It Off. Contó con celebridades invitadas como Stephen Colbert, Germán Garmendia, Jimmy Kimmel, John Oliver, Chris Hardwick, Conchita Wurst, y Conan O'Brien. Entre los YouTubers aparecidos se incluyen PewDiePie, Danisnotonfire, Amazing Phil, Connor Franta, iJustine, Tyler Oakley, Bethany Mota, Germán Garmendia, Smosh, iiSuperwomanii y Kid President. En total, 120 YouTubers aparecieron. Junto con el video Turn Down for 2014, Youtube creó dos listas de reproducción, - "Top Trending Videos of 2014" y "Top Trending Music Videos of 2014" en "el canal Rewind de YouTube". Las grabaciones se realizaron en Reino Unido, Japón y el propio lugar de grabación, en Estados Unidos.

### 2015
El 9 de diciembre de 2015, el canal de Youtube Spotlight subió YouTube Rewind: Watch Me 2015 en la que se incluyen canciones de fondo como What Do You Mean?, "Watch Me (Whip/Nae Nae)", Cheerleader, Can't Feel My Face, Elastic Heart, Lean On y Broken Arrows. A su vez se interpretaron actos virales del año incluyendo el Caso Obergefell contra Hodges, permitiendo el matrimonio LGBT en Estados Unidos,  DO IT, clips del videojuego Five Nights at Freddy's, y el fenómeno viral del "Vestido azul y negro o dorado y blanco", a su vez hicieron un homenaje a los 10 años de YouTube. Aparecieron más de 100 YouTubers, a su vez invitados como OMI y John Oliver.

### 2016
El 7 de diciembre de 2016, fue estrenado el Rewind 2016 "YouTube Rewind: The Ultimate 2016 Challenge" en el canal de YouTube Spotlight, avisado previamente el pasado 5 de diciembre mediante un 'tráiler'. El Rewind incluye a unos 200 youtubers; entre ellos: PewDiePie, quien alcanzó los 50 millones en el 2016; MOX, Rosanna Pansino, MegdeAngelis, Lilly Singh, Yuya, Los Polinesios, Lele Pons, Rodrick Arias, El Rubius, CaEliKe, Enchufetv, Meredith Foster, Liza Koshy, Connor Franta, LaurDIY, Germán Garmendia, Sebastián Villalobos, entre otros.
Como invitados especiales estuvieron Pikotaro, cantautor ficticio creado por el comediante japonés Daimaou Kosaka, creador del video musical viral «PPAP (Pen-Pineapple-Apple-Pen)», James Corden, con el popular Carpool Karaoke, 'The Rock' (Dwayne Johnson) y Charlamagne da god.
Además de los youtubers en el video anual de YouTube Rewind aparecen canciones como Sorry, Work from Home, Light it up, Closer, Heathens, Cold Water, El tema de Nicky Jam, Hasta el amanecer, El tema musical de Rihanna con Calvin Harris llamado This is what you came for, PANDA etc. Youtubers realizando los challenges más conocidos de este año como el Bottle flip challenge, además del fenómeno mundial Pokémon GO, Se interpreta el meme popular de Running Man Challenge y  se realiza un tributo a la serie hit del verano "Stranger Things", realizado por Dan&Phil, Este video fue grabado en más de 18 países, siendo llamado "The Ultimate 2016 Challenge", el tema de YouTube Rewind 2016 trata de cómo los creadores pueden cambiar la realidad y engrandecer algunos elementos de sus videos.
El portal describe al video como un "Rewind Reality".
Compuesto el remix por The Hood Internet, y por Major Lazer.
El Rewind de 2016 ha destacado por haber sido el primer Rewind en superar en visitas al "Rewind anterior (2015)" desde 2012.

### 2017
El 6 de diciembre de 2017 fue estrenado el Rewind 2017 "YouTube Rewind: The Shape of 2017" en el canal de YouTube Spotlight como suele ser desde sus orígenes, anunciado previamente el 4 de diciembre mediante un 'tráiler'. El Rewind acoge a más de 200 youtubers; destacan entre ellos: Experimentos Caseros, Luisito Comunica, HolaSoyGerman, 
Markiplier, iJustine, Los Polinesios, CaELiKe, Lele Pons, Juanpa Zurita, Mariale, Enchufe.tv, Luisito Rey, Yuya, Werevertumorro, entre muchos otros. Como invitados especiales se destacan a Luis Fonsi de la compañía de Daddy Yankee y Ozuna.
En este año representa todos los videos y elementos célebres de 2017, memes básicos como el Shooting Stars, The Floor is Lava (El suelo es lava), el Fidget spinner, memes con referencias al The Dank Express o eventos como el Eclipse solar del 21 de agosto de 2017. Las canciones más destacadas fueron Despacito, Shape Of You, Mans not hot, Look what you made me do,  New Rules, HUMBLE, Swish swish, All Star, Rolex, Stay, I'm the One
En este video, además, se incluyeron memorias del Atentado de Mánchester de 2017 y los diversos Terremotos de México de 2017.
El remix fue compuesto por The Hood Internet y Marshmello.

### 2018
El 6 de diciembre de 2018 fue estrenado el Rewind 2018 "YouTube Rewind 2018: Everyone Controls Rewind" en el canal de YouTube Spotlight como suele ser desde sus orígenes, anunciado previamente el 3 de diciembre mediante un 'tráiler'. El Rewind acoge a más de 100 youtubers; destacan entre ellos: Los Polinesios, Luisito Comunica, Ami Rodríguez, JukiLop, Julioprofe, Pautips, Lele Pons, Sofía Castro, entre muchos otros. Como invitados especiales se destacó a Will Smith en el cañón del colorado.
En este año representa todos los videos y elementos célebres de 2018, como la boda real entre Enrique de Sussex y Meghan Markle, #InMyFeelings Challenge, Japanese Foil Ball Challenge, Melting lipsticks, Muk-bang Challenge, el ASMR o eventos como la Copa Mundial de Fútbol de 2018, Tesla Roadster de Elon Musk, el video viral de un niño yodeleando la canción de "Lovesick Blues" de Hank Williams en un Walmart, entre otros. Las canciones más destacadas fueron High Hopes, Idol, Happier, I Like It, In My Feelings, Dame Tu Cosita, Movimiento Naranja, I love it y Baby Shark.
En este video, además, se incluyeron videojuegos como Fortnite. Si bien Everyone Controls Rewind recibió 2.1 millones de "me gusta", el 12 de diciembre superó la cifra de 10 millones de dislikes, siendo éste el primer video en alcanzar dicha cifra de desaprobación y convirtiéndose en el video más odiado en la historia de YouTube a tan sólo una semana de su publicación, sustituyendo al videoclip musical Baby de Justin Bieber.
El youtuber Alecmolon creó el primer YouTube Rewind Hispano, hecho para la comunidad hispana. Dicho rewind recibió buena cantidad de críticas positivas y contó con la participación de un gran número de creadores de contenido

### 2019
El 5 de diciembre de 2019 fue estrenado "YouTube Rewind 2019: For the Record" en el canal oficial de YouTube. Sin embargo, no fue anunciado en el canal mediante un tráiler, sino que en Twitter, fue publicado un GIF mostrando lo que será el YouTube Rewind. Incluso publicaron un meme, en el que YouTube prometía que "su Rewind no sería malo como el anterior". En este año, representa todos los videos y elementos célebres de 2019, como las canciones más populares, como Old Town Road, Bad Guy, Earth, Kill this Love, 7 rings o Señorita, sucesos como la boda entre PewDiePie y CutiePieMarzia, la llegada a los 100 millones de suscriptores de T-Series, el éxito musical de Rosalía gracias a Con altura, y los videojuegos más populares del año como Roblox, Fortnite, Garena Free Fire o Minecraft. Sin embargo, lo representan de modo casi similar a como lo hicieron con el YouTube Rewind 2010 y 2011, recopilándolos a modo de top 10. Tan solo 2 horas siendo estrenada, el Rewind 2019 recibió críticas en su mayoría negativas, criticando el hecho de que sólo se recopilaban momentos a modo de top, además de que muchos de esos momentos no hubieran sido conocidos ni formado parte de la comunidad de YouTube.

### 2020
El 12 de noviembre de 2020, YouTube anunció que no habría un YouTube Rewind de ese año. El anuncio fue hecho en Twitter con el mensaje:  "Rewind was always meant to be a celebration of you. But 2020 has been different. And it doesn't feel right to carry on as if it weren't. So, we're taking a break from Rewind this year." (Rewind siempre ha intentado ser una celebración para ti. Pero el 2020 ha sido diferente. Y no se siente bien seguir adelante como si no lo fuera. Así que nos tomamos una pausa del Rewind de este año.) La decisión de cancelar el Rewind de 2020 se debió a la pandemia de COVID-19, lo que puso pausa a una tradición que llevaba 10 años.

### 2021
El 7 de octubre de 2021, Youtube confirmó mediante Tubefilter, la cancelación definitiva del YouTube Rewind, no obstante dio un agradecimiento total a diversos creadores de contenido como MrBeast, Pewdiepie, y a los demás creadores, por intentar crear sus propias versiones de un Youtube Rewind, poniendo en pie la vieja tradición de traer un video especial cada fin de año.

## Episodios
| Título (original)                             | Día de subida           | Reproducciones (en millones) (Actualizado el 8 de dic de 2019) | Me gusta (en miles) | No me gusta (en miles) | Porcentaje de me gusta | Porcentaje de no me gusta |
| --------------------------------------------- | ----------------------- | -------------------------------------------------------------- | ------------------- | ---------------------- | ---------------------- | ------------------------- |
| YouTube Rewind 2010: Year in Review           | 12 de diciembre de 2010 | 1,7                                                            | 3,1                 | 0,4                    | 88.57%                 | 11.43%                    |
| YouTube Rewind 2010: Year in Review           | 13 de diciembre de 2010 | 7.4                                                            | 55                  | 4,1                    | 93.06%                 | 6.94%                     |
| YouTube Rewind 2011                           | 20 de diciembre de 2011 | 13                                                             | 94                  | 86                     | 52.22%                 | 47.78%                    |
| Rewind YouTube Style 2012                     | 17 de diciembre de 2012 | 195                                                            | 1361                | 83                     | 94.25%                 | 5.75%                     |
| YouTube Rewind: What Does 2013 Say?           | 11 de diciembre de 2013 | 137                                                            | 1485                | 78                     | 95.01%                 | 4.61%                     |
| YouTube Rewind: Turn Down for 2014            | 9 de diciembre de 2014  | 136                                                            | 1560                | 77                     | 95.3%                  | 4.7%                      |
| YouTube Rewind: Now Watch Me 2015             | 9 de diciembre de 2015  | 156                                                            | 2733                | 201                    | 93.15%                 | 6.85%                     |
| Youtube Rewind: The Ultimate 2016 Challenge   | 7 de diciembre de 2016  | 244                                                            | 3711                | 551                    | 87.07%                 | 12.93%                    |
| Youtube Rewind: The Shape of 2017             | 6 de diciembre de 2017  | 241                                                            | 4213                | 2212                   | 65.57%                 | 34.43%                    |
| YouTube Rewind 2018: Everyone Controls Rewind | 6 de diciembre de 2018  | 230                                                            | 2600                | 16533                  | 13.59%                 | 86.41%                    |
| YouTube Rewind 2019: For the Record           | 5 de diciembre de 2019  | 120                                                            | 2908~               | 7221~                  | 28.71%                 | 71.29%                    |